# Anna Mosegaard
Anna Dorothea Mosegaard f. Sachse (født d. 2.1.1881 i Nordhausen, Harzen, Tyskland, død d. 26. marts 1954 i Haderslev, Danmark), forfatter, journalist, medlem af Socialdemokratiet

## Biografi
Anna Mosegaard f. Sachse var datter af bryggeriarbejder Christoph Sachse   og jordemoder  Dorothee Sachse. Faderen døde i 1884 , og moderen fik i 1891 en fængselsdom for i sin egenskab af jordemoder at have udlagt en præst som fader til et uægte barn.  Anna blev vajsenhusbarn .
Da hun var 14 år blev hun tjenestepige, og som 17-årig blev hun fabriksarbejderske  på en tobaksfabrik 
I 1901 giftede Anna Mosegaard sig med tobaksarbejderen Johann Mosegaard, de fik en datter og to sønner. Fra 1906 til 1919 boede familien i Haderslev som på det tidspunkt var tysk, derefter flyttede de fra 1919-1923 til Silkeborg. I 1923 flyttede familien tilbage til Haderslev , som i mellemtiden var blevet dansk. I 1932 opløstes ægteskabet . Anna Mosegaard flyttede til sin fødeby Nordhausen og derfra til sin datter i Kiel for efter nazisternes magtovertagelse i 1933 at flytte tilbage til Haderslev i 1934. Her boede hun resten af sit liv .

## Politik
Ægteparret var engageret i den socialdemokratiske arbejderbevægelse . hvor de var velkendte og respekterede  Anna Mosegaard skrev for socialdemokratiske blade som die Schleswig-Holsteinische Volkszeitung, die Schleswig-Holsteinische Landpost, Det røde Postbud (som var dansksproget), die Norddeutsche Volksstimme  samt Gleichheit redigeret af Clara Zetkin  og Vorwärts. Anna Mosegaard havde kontakt med bl.a. Luise Kautsky (Karl Kautskys 2. kone ikke at forveksle med hans første kone Louise Kautsky) og Lilly Braun . Det har været anført (bl.a..i kvindebiografisk leksikon ), at Anna Mosegaard skulle have været i kontakt med Rosa Luxemburg. Der eksisterer dog ingen entydige kilder, der kan bekræfte en sådan kontakt. I 1917 deltog hun i en kvindekonference i Kiel. I 1917/1918 var der sultedemonstrationer i Haderslev med Anna Mosegaard som talskvinde . Under 1. Verdenskrig blev hun medlem af et kommunalt priskontroludvalg . Samtidig tog hun sig af hjem og børn, mens hendes mand var indkaldt til krigstjeneste 
Den 19. januar 1919 var det for første gang muligt for kvinder at vælge og blive valgt til det preussiske parlament  , og Anna Mosegaard blev valgt for SPD  som den eneste kvinde fra Slesvig-Holsten.  Pga. de voldsomme politiske uroligheder, mordene på Karl Liebknecht og Rosa Luxemburg og pres fra familien gav hun imidlertid afkald på dette mandat .

## Forfatterskab
Anna Mosegaard skrev om sine barske oplevelser som vajsenhusbarn, om sine lige så barske  erfaringer som tjenestepige, om udbytningen som arbejder  og om nationale forskelle i grænselandet . Hendes bedst kendte værker er fra perioden 1919-1931. I de år skrev hun en række teaterstykker mange af dem for børn , hvor især arbejderpigernes rolle blev fremhævet.

## Eftermæle
”Hun døde den 26. marts 1954, 73 år gammel. Få dage senere, den 1. april, begravedes hun, uden at andre end den nærmest familie var til stede. Hendes litterære arbejder var glemt. Hendes valgsejr for socialdemokratiet huskede ingen mere, og hendes indsats for kvinders og børns stilling i århundredets første to tiår var gledet ud af folks erindring. Ikke på mindste måde markeredes hendes død af det parti, hun havde tilhørt i en lang livstid, og som hun i sine yngre dage havde viet en så stor del af sin arbejdskraft.” 